# Alessandro Menchinelli
Alessandro Menchinelli (Carrara, 3 luglio 1924 – Roma, 2 ottobre 2013) è stato un politico e partigiano italiano.

## Biografia
Di professione ragioniere, partecipò alla Resistenza militando nelle Brigate Giustizia e Libertà. Dopo aver aderito al Partito d'Azione, nel 1947 è confluito con la maggioranza del partito nel Partito Socialista Italiano di Unità Proletaria (PSIUP). È stato segretario della Federazione socialista di Massa Carrara, membro della Direzione nazionale del PSIUP e poi del PSI, membro dell’assemblea nazionale del PSI e collaboratore volontario delle sue strutture interne, nonché presidente del Collegio nazionale dei probiviri del PSI. È stato eletto deputato nella circoscrizione di Pisa, in occasione delle consultazioni del 1958 e del 1963, facendo parte delle Commissioni industria e commercio prima, industria e commercio e difesa poi. 
Nel 1964 aderisce al neocostituito Partito Socialista Italiano di Unità Proletaria (PSIUP). Eletto senatore nel 1968 per le liste unitarie PCI-PSIUP del collegio di Volterra, ha fatto parte della Commissione igiene e sanità. Nel 1972 fa rientro nel PSI, pochi mesi prima di concludere il proprio mandato parlamentare. Fra i socialisti negli anni seguenti è molto vicino alle posizioni di Francesco De Martino.
Sul finire degli anni 1990 aderisce ai Democratici di Sinistra e successivamente al Partito Democratico.